# غنبد سرخ (شميل)
غنبد سرخ (بالفارسية: گنبدسرخ) هي قرية تقع في إيران في قسم شمیل الريفي. يقدر عدد سكانها بـ 26 نسمة بحسب إحصاء 2016.